# Expedition 66

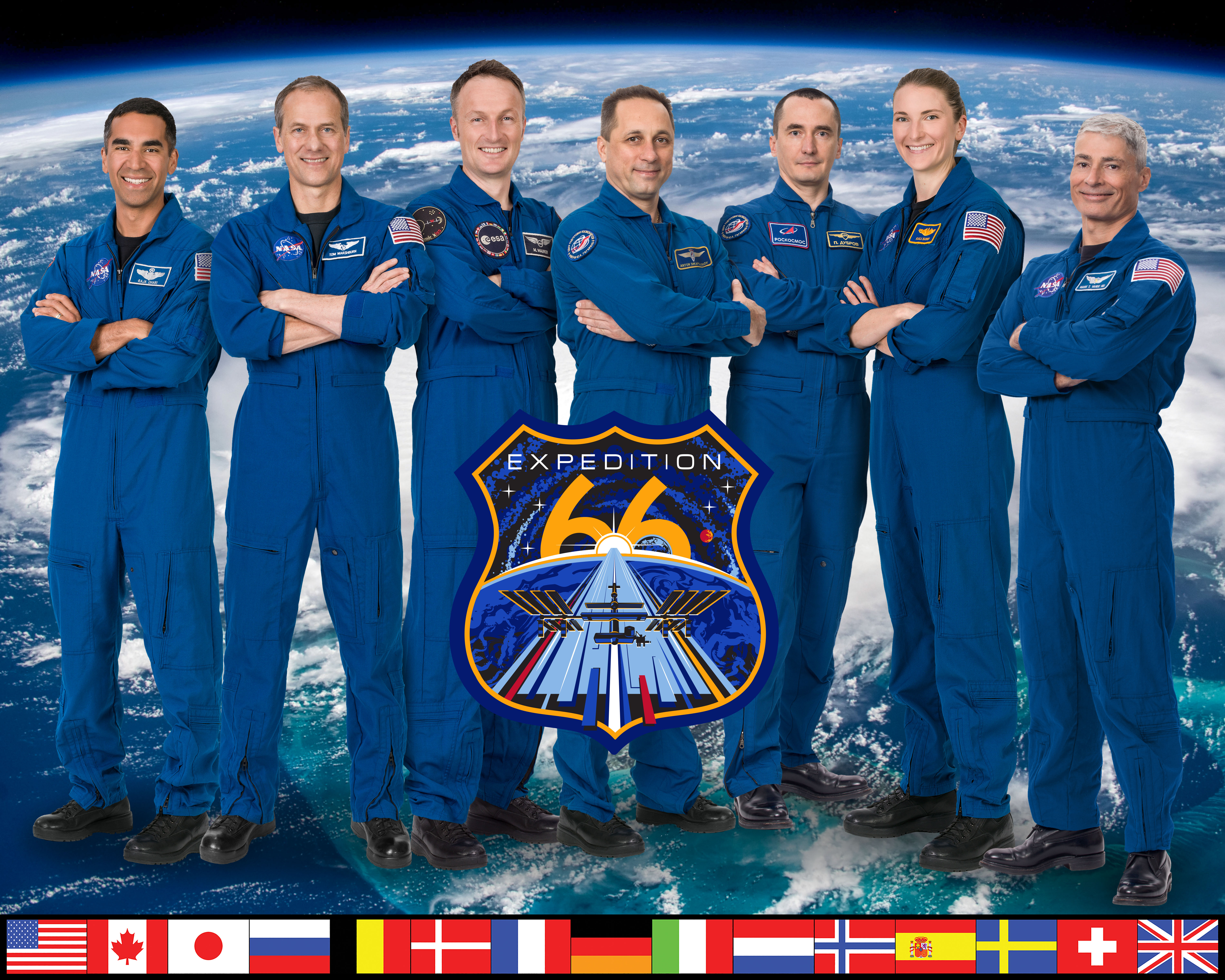
Expedition 66 besättning.

Expedition 66 var den 66:e expeditionen till Internationella rymdstationen (ISS). Expeditionen började den 17 oktober 2021 då delar av Expedition 65s besättning återvände till jorden med Sojuz MS-18.
Raja Chari, Thomas Marshburn, Matthias Maurer och Kayla Barron anslöt till expeditionen den 12 november 2021.
Expeditionen avslutades den 30 mars 2022 då Sojuz MS-19 lämnade rymdstationen.

## Besättning
| Position       | Första delen (17 oktober - 8 november 2021)    | Andra delen (8 - 11 november 2021)            | Tredje delen (12 november 2021 - 18 mars 2022) | Fjärde delen (18 - 28 mars 2022)              |
| -------------- | ---------------------------------------------- | --------------------------------------------- | ---------------------------------------------- | --------------------------------------------- |
| Befälhavare    | Thomas Pesquet, ESA Hans andra rymdfärd        | Anton N. Sjkaplerov, RSA Hans fjärde rymdfärd | Anton N. Sjkaplerov, RSA Hans fjärde rymdfärd  | Anton N. Sjkaplerov, RSA Hans fjärde rymdfärd |
| Flygingenjör 1 | Pyotr Dubrov, RSA Hans första rymdfärd         | Pyotr Dubrov, RSA Hans första rymdfärd        | Pyotr Dubrov, RSA Hans första rymdfärd         | Pyotr Dubrov, RSA Hans första rymdfärd        |
| Flygingenjör 2 | Mark T. Vande Hei, NASA Hans andra rymdfärd    | Mark T. Vande Hei, NASA Hans andra rymdfärd   | Mark T. Vande Hei, NASA Hans andra rymdfärd    | Mark T. Vande Hei, NASA Hans andra rymdfärd   |
| Flygingenjör 3 | Robert S. Kimbrough, NASA Hans tredje rymdfärd |                                               | Raja Chari, NASA Hans första rymdfärd          | Raja Chari, NASA Hans första rymdfärd         |
| Flygingenjör 4 | K. Megan McArthur, NASA Hennes andra rymdfärd  |                                               | Thomas Marshburn, NASA Hans tredje rymdfärd    | Thomas Marshburn, NASA Hans tredje rymdfärd   |
| Flygingenjör 5 | Akihiko Hoshide, JAXA Hans tredje rymdfärd     |                                               | Kayla Barron, NASA Hennes första rymdfärd      | Kayla Barron, NASA Hennes första rymdfärd     |
| Flygingenjör 6 | Anton N. Sjkaplerov, RSA Hans fjärde rymdfärd  |                                               | Matthias Maurer, ESA Hans första rymdfärd      | Matthias Maurer, ESA Hans första rymdfärd     |
| Flygingenjör 7 |                                                |                                               |                                                | Oleg Artemyev, RSA Hans tredje rymdfärd       |
| Flygingenjör 8 |                                                |                                               |                                                | Denis Matveev, RSA Hans första rymdfärd       |
| Flygingenjör 9 |                                                |                                               |                                                | Sergey Korsakov, RSA Hans första rymdfärd     |